# Emmanuelle Castro
Pour les articles homonymes, voir Castro.
Emmanuelle Castro est une monteuse française. Elle a remporté deux fois le César du meilleur montage, en 1988 pour Au revoir les enfants de Louis Malle et en 2000 pour Voyages de Emmanuel Finkiel.

## Filmographie
- 1967 : Aline, de François Weyergans
- 1975 : Les Bijoux de famille, de Jean-Claude Laureux
- 1977 : Je t'aime, tu danses, de François Weyergans
- 1979 : Couleur chair, de François Weyergans
- 1983 : Gabriela, Cravo e Canela, de Bruno Barreto
- 1987 : Au revoir les enfants, de Louis Malle
- 1988 : Mangeclous, de Moshé Mizrahi
- 1988 : À suivre, de Robinson Savary (court-métrage)
- 1990 : Milou en mai, de Louis Malle
- 1991 : Gawin, d'Arnaud Sélignac
- 1992 : Bar des rails de Cédric Kahn
- 1993 : Falstaff on the Moon, de Robinson Savary (court-métrage)
- 1993 : Les gens normaux n'ont rien d'exceptionnel, de Laurence Ferreira Barbosa
- 1993 : Rupture(s), de Christine Citti
- 1994 : Train de nuit, de Michel Piccoli (court-métrage)
- 1995 : Le Confessionnal, de Robert Lepage
- 1997 : Le Polygraphe, de Robert Lepage
- 1997 : J'ai horreur de l'amour, de Laurence Ferreira Barbosa
- 1997 : Hantises de Michel Ferry
- 1997 : Alors voilà, de Michel Piccoli
- 1998 : Disparus, de Gilles Bourdos
- 1999 : Voyages, d'Emmanuel Finkiel
- 1999 : La Bûche, de Danièle Thompson
- 2000 : Les Sagards, de Dominique Ladoge (TV)
- 2000 : Harrison's Flowers, d'Élie Chouraqui
- 2001 : Trois huit, de Philippe Le Guay
- 2002 : Mischka, de Jean-François Stévenin
- 2002 : L'Adversaire, de Nicole Garcia
- 2003 : Depuis qu'Otar est parti..., de Julie Bertuccelli
- 2003 : Nathalie..., d'Anne Fontaine
- 2005 : Douches froides, d'Antony Cordier
- 2005 : Bye Bye Blackbird, de Robinson Savary
- 2005 : Les Murs porteurs, de Cyril Gelblat
- 2007 : Faut que ça danse !, de Noémie Lvovsky
- 2009 : Bancs publics, de Bruno Podalydès
- 2009 : La famille Wolberg, d'Axelle Ropert
- 2010 : Un balcon sur la mer, de Nicole Garcia
- 2011 : La Brindille d'Emmanuelle Millet

## Distinctions

### Récompenses
- 1988 : César du meilleur montage pour Au revoir les enfants.
- 2000 : César du meilleur montage pour Voyages[1].

### Nomination
- 1996 : Prix Génie du meilleur montage à Le Confessionnal.

### Festival
- 2006 : Jury du festival de Deauville